# Jean Mavropous
Jean Mavropous ou Mauropous (grec byzantin : Ίωάννης Μαυρόπους) est un poète, érudit, hymnographe et auteur de lettres et de discours byzantin qui vécut au XIe siècle à Constantinople.

## Sa vie
Né en Paphlagonie vers l’an 1000, Jean Mauropous (litt. « pied noir ») s’établit à Constantinople où il fonda vers 1028 une école privée dispensant un enseignement supérieur basé sur Platon. Les grands esprits byzantins du XIe siècle comme Michel Psellos, Jean Xiphilin, Constantin Likhoudès et Nicétas le Grammairien l’ont fréquentée. Michel Psellos le présenta à l’empereur Constantin Monomaque (1042-1055) dont il tenta d’influencer la politique, notamment en défendant Léon Tornikios et ses partisans en 1047. Ses discours, se rapportant aux évènements importants de la vie politique, laissaient entrevoir l’utilisation de la rhétorique comme instrument d’influence politique. Pendant quelques années, Mauropous fit partie du cercle intime de poètes et érudits qui entourait l’empereur et fut nommé rhéteur de la cour. 
Tombé en disgrâce vers 1050, il fut nommé métropolite d’Euchaita (aujourd’hui Beyözü en Turquie). Au cours de cet exil, il se tourna alors vers des sujets religieux, écrivant de nombreux kanones et vies de saints, spécialement de gens du peuple comme le simple soldat Théodore Téron dont le festival était célébré à Euchaita. Il y écrivit également de nombreuses lettres à Psellos pour être rappelé de ce qu’il appelait « un honorable exil ».
Comme son disciple Psellos, son style se distingue par ses images vivantes et la défense des auteurs antiques comme Platon et Plutarque, accusés d’athéisme. De retour à Constantinople, il finit ses jours dans les années 1070 au monastère de Prodomos in Petra à Constantinople. Psellos rédigea son panégyrique.

## Son œuvre
Il semble que Mauropous ait préparé de son vivant une collection de ses propres œuvres. Le manuscrit Vaticano greco 676 serait une copie presque identique de cette collection. Celle-ci consiste en quatre-vingt-dix-neuf poèmes (épigrammes, poèmes polémiques et autobiographiques, oraisons funèbres en vers), soixante-dix-sept lettres et treize discours à contenu essentiellement religieux.
Outre ses œuvres, Mauropous composa un nombre impressionnant de canons liturgiques qui font de lui le précurseur de la nouvelle mentalité culturelle qui avait cours à Byzance vers le milieu du XIe siècle. Ce mélange typique de piété religieuse et de culture classique le rapproche de son élève Psellos et de poètes qui furent ses contemporains comme Christophe de Mytilène. Un thème particulièrement fréquent dans ses poèmes et lettres est celui des vicissitudes et des dangers de la vie publique, ce qui est peu surprenant si l’on considère l’instabilité politique et sociale de l’époque où il écrivit.